# Знак тотожності
Потрійна риска  (≡) — це символ із кількома контекстно-залежними значеннями, які вказують на еквівалентність двох різних речей. Переважно використовується в математиці та логіці. Має вигляд знака рівності ⟨=⟩ з третім рядком.

## Кодування
Символ «потрійна риска» в Unicode є кодовою точкою U+2261 ≡ IDENTICAL TO (&Congruent;, &equiv;).

## Використання

### Математика і філософія
У логіці символ використовується з двома різними, але пов’язаними значеннями. Це може стосуватися сполучного зв’язку якщо і тільки якщо, який також називають матеріальною еквівалентністю.
У математиці потрійна риска іноді використовується як символ тотожності або відношення еквівалентності (хоча не тільки; інші поширені варіанти включають ~ та ≈)  . У геометрії його можна використовувати, щоб показати, що дві фігури конгруентні або тотожні.